# هورمون پاراتیروئید
هورمون پاراتیروئید (پاراتورمون) از سلول‌های چیف غدد پاراتیروئید ترشح می‌شود و ماهیت آن پلی پپتیدی است. انگیزهٔ ترشح هورمون پاراتیروئیدی افزايش كلسيم خون می‌باشد. غدد پاراتیروئیدی چهار عدد بوده و اغلب در قسمت خلفی غده تیروئید واقع هستند و وظیفه کنترل سطح سرمی کلسیم را برعهده دارند. غده پاراتیروئید کلسیم خون را افزایش و غده تیروئید میزان کلسیم خون را کاهش می‌دهد.

## سازوکار اثر
هورمون (PTH) با افزایش جذب روده‌ای کلسیم، کاهش دفع کلیوی و افزایش فعالیت استخوان‌کاه‌ها (استئوکلاست‌ها) (جهت تخریب بافت استخوانی) موجب افزایش سطح کلسیم خون می‌شود. باید توجه شود که اثر این هورمون بر افزایش جذب کلسیم از روده، غیر مستقیم می‌باشد و واسطه ای بنام ویتامین D3 فعال در این امر نقش دارد.
همچنین هورمون پاراتیروئید (PTH) بر متابولیسم فسفر (به‌صورت فسفات) نقش دارد. PTH در کلیه سبب کاهش بازجذب فسفات از لوله پیچ خورده نزدیک (نام علمی: proximal tubule) می‌شود و در روده سبب افزایش جذب آن می‌گردد که تمام این متابولیسم‌ها در جهت افزایش کلسیم خون و کمک به آن رقم می‌خورند.
همان‌طور که می‌دانیم هورمونی تحت عنوان کلسی تونین از لحاظ فیزیولوژیکی با این هورمون رقابت کرده و در جهت کاهش کلسیم خون گام برمی‌دارد.

## فعال شدن ویتامین D3
ویتامین D3 (کوله کلسیفرول)، عموماً در پوست وجود دارد این ماده در کبد به ۲۵-هیدروکسی کوله کلسیفرول تبدیل می‌شود.
هورمون PTH سبب افزایش فعالیت آنزیم ۱-α-هیدروکسیلاز در کلیه می‌شود و این آنزیم نیز سبب تبدیل ۲۵-هیدروکسی کوله کسیفرول به شکل فعال آن، یعنی ۱–۲۵-دی هیدروکسی کوله کلسیفرول می‌گردد

## اثرات ناگوار پرکاری غدد پاراتیروئید
از آنجایی که این هورمون به استخوان‌کاه‌ها (استئوکلاست‌ها)، دستور تجزیهٔ ماده بنیادی (ماتریکس) استخوان را می‌دهد، پرکاری غدد پاراتیروئید می‌تواند سبب پوکی استخوان شود. باید توجه داشت که پرکاری این غدد، گاهی به دنبال پرکاری غدد تیروئیدی نیز رخ می‌دهند.